# Bahnstrecke Sainschand–Changi
| Sainschand–Changi                       | Sainschand–Changi        |
| --------------------------------------- | ------------------------ |
| Empfangsgebäude des Bahnhofs Sainschand |                          |
| Streckenlänge:                          | 280 km                   |
| Spurweite:                              | 1520 mm (Russische Spur) |
|                                         |                          |

Die Bahnstrecke Sainschand–Changi gehört zum Eisenbahnnetz der Mongolei.

## Geografische Lage
Die Bahnstrecke zweigt in Sainschand von der Transmongolischen Eisenbahn in westlicher Richtung ab und führt über ca. 280 km bis zum mongolisch / chinesischen Grenzübergang Changi (mongolisch Ханги). Der auf chinesischer Seite gegenüberliegende Grenzbahnhof ist Mandal.

## Geschichte
Ein erster 50 km langer Abschnitt führte von Sainschand bis Dsüünbajan. Im März 2022 wurde die Verlängerung dieses ersten Abschnitts bis Changi in Angriff genommen und am 25. November 2022 ging er in Betrieb. Zu diesem Zeitpunkt war der Anschluss auf chinesischer Seite noch nicht fertiggestellt. Die Strecke soll den Kohle- und Kupferexport der Mongolei nach China und über dessen Häfen nach Übersee verbessern.

## Vorhaben
Die Strecke soll in Dsüünbajan mit einer 414 km langen Bahnstrecke an die Bergwerke in Tawan Tolgoi und die Bahnstrecke Tawan Tolgoi–Gaschuunsuchait angeschlossen werden, um den Abtransport der dort geförderten Steinkohle zu erleichtern. Hochrangige Vertreter der Mongolischen Eisenbahn und der Russischen Eisenbahn haben dazu am 3. Dezember 2019 im Beisein des russischen Ministerpräsidenten Dmitri Anatoljewitsch Medwedew ein Abkommen über technische Beratung geschlossen.